# منطقة جالبيجوري
جالبيجوري رمزها «JA» (بالإنجليزية: Jalpaiguri)‏ ، هو تقسيم إداري لدولة الهند تتبع ولاية البنغال الغربية (بالإنجليزية: West  Bengal)‏ ، مركزها هو مدينة جالبيجوري (بالإنجليزية: Jalpaiguri)‏ عدد سكانها حسب تعداد سنة 2001 هو 3,403,204 ، مساحتها 6,227 كم² وكثافة السكان 547 لكل كم² .